# Alsophila hirsutaria
Alsophila hirsutaria är en fjärilsart som beskrevs av Fabricius 1781. Alsophila hirsutaria ingår i släktet Alsophila och familjen mätare. Inga underarter finns listade i Catalogue of Life.